# 内藤晴夫
内藤 晴夫（ないとう はるお、1947年12月27日 - ）は日本の実業家。エーザイ株式会社創業者の内藤豊次の孫で、父に続き同社第3代社長に就任。

## 来歴・人物
東京都出身。慶應義塾大学商学部卒業、ノースウェスタン大学ケロッグ経営大学院修了(MBA取得)。祖父はエーザイ創業者の内藤豊次。
1975年エーザイ入社。取締役、研究開発本部長などを経て1988年社長に就任。
2025年4月に旭日重光章を受章した。